# 아르만 칠마노프
아르만 콘스탄티노비치 칠마노프(카자흐어: Арман Константинұлы Шылманов 아르만 콘스탄티눌르 슬마노프, 러시아어: Арма́н Константи́нович Чилманов, 1984년 4월 20일 ~ )는 카자흐스탄의 은퇴한 태권도 선수로 2008년 하계 올림픽에서 남자 헤비급 동메달을 획득했다.